# Phare de Punta Tortuga
Le phare de Punta Tortuga (en espagnol : Faro Punta Tortuga) est un phare actif situé à Coquimbo (Province d'Elqui), dans la Région de Coquimbo au Chili.
Il est géré par le Service hydrographique et océanographique de la marine chilienne dépendant de la Marine chilienne.

## Histoire
La station de signalisation maritime a été mis en service le 1er juin 1886 sur le promontoire de Punta Tortuga qui domine la baie de Coquimbo, à environ 3 km au nord-ouest de la ville. Elle aurait été remplacée en 1898. Le phare fonctionne avec un gardien de phare et sert de station météorologique. 

## Description
Le phare actuel  est ) une haute lanterne circulaire de 3,90 m de haut, montée au bout d'une balustrade en bois. On y accède par un long escalier en bois. Le soubassement de la lanterne est rouge et son dôme est blanc. Il émet, à une hauteur focale de 24 m, un bref éclat blanc, de 0.2 seconde, par période de 13 secondes. Sa portée est de 27 milles nautiques (environ 50 km).
Il porte un radar Racon émettant la lettre T .
Identifiant : ARLHS : CHI-077 - Amirauté : G1900 - NGA : 111-1184 .

## Caractéristique dufeu maritime
Fréquence : 13 secondes (W)
- Lumière : 0.2 seconde
- Obscurité : 12.8 secondes

### Lien connexe
- Liste des phares du Chili